# Charlie Carver
Charles Martensen Carver (São Francisco, Califórnia, 31 de julho de 1988), mais conhecido pelo nome artístico Charlie Carver, é um ator norte-americano. Ele é mais conhecido por interpretar o personagem Ethan Steiner na terceira temporada da série de televisão Teen Wolf, exibida pela MTV. Seu irmão gêmeo idêntico mais novo é o ator Max Carver.

## Biografia e carreira
Charlie Carver nasceu no dia 31 de julho de 1988 na cidade de São Francisco, localizada na Califórnia. Seu pai, Robert Martensen, é um médico e escritor, e sua mãe, Anne Carver, uma ativista filantropa.
O seu irmão gêmeo idêntico caçula é o ator Max Carver, que nasceu no dia 01 de agosto de 1988, apenas sete minutos após o seu nascimento e o dia ter virado.
Antes de começar a atuar profissionalmente, ele era conhecido como Charlie Martensen, utilizando o sobrenome paternal.
Em 1992, a sua mãe Anne Carver e seu novo marido Denis Sutro mudaram a família para Calistoga, em Napa Valley. 
Ele frequentou o ensino médio no prestigiado colégio interno do "St. Paul's Boarding School", localizado na cidade de Concord em New Hampshire, foi nessa escola que Charlie teve sua primeira exposição como ator. Ele deixou a instituição em New Hampshire para começar a frequentar a pública "Academia de Artes Interlochen", localizada na cidade de Michigan, a partir do seu segundo ano do ensino médio.
Em 2012, Charlie se formou na Universidade do Sul da Califórnia. Ele também estudou atuação no The American Conservatory Theatre, localizado na cidade de São Francisco.
Em 12 de janeiro de 2016, assumiu revelou oficialmente de forma pública ser Gay, ao publicar uma carta-aberta para o publico em sua página oficial no instagram, revelando o processo de "auto-aceitação" pelo qual passou.

## Carreira de ator
Em 2008, ele fez a sua estreia como ator junto a seu irmão gêmeo Max Carver, na série de televisão da ABC, intitulada de "Desperate Housewives", interpretando Porter Scavo.
Junto com Max, Charlie apareceu durante vários episódios da 3ª temporada da série de televisão de "Teen Wolf", exibida pela MTV, como um par de lobisomens alfas gêmeos: Charlie interpretando o calmo e bondoso Ethan Steiner, e seu irmão Max interpretando o agressivo Aiden Steiner. Os gêmeos agora ambos estão na nova série da HBO, The Leftovers.
Em 2017, Charlie retornou para interpretar o lobisomem "Ethan Steiner" em três episódios especiais da segunda parte da série de televisão "Teen Wolf (6.ª temporada)", temporada que concluiu a série. Agora, seu personagem "Ethan" é mostrado como vivendo na Cidade de Londres na Inglaterra e tendo um relacionamento romântico com o híbrido de kanima-lobisomem Jackson Whittemore (interpretado por Colton Haynes). Charlie aparece nos episódios intitulados: "Werewolves of London" (S6E17), "Broken Glass" (S6E19) e também no episódio final intitulado de "The Wolves of War" (S6E20).

## Filmografia

### Cinema
| Ano  | Título                    | Papel           | Notas          |
| ---- | ------------------------- | --------------- | -------------- |
| 2013 | Underdogs                 | John Handon III |                |
| 2014 | Bad Ass 2: Bad Asses      | Eric            |                |
| 2015 | I Am Michael              | Tyler           |                |
| 2017 | Fist Fight                | Nathaniel       |                |
| 2017 | A Midsummer Night's Dream | Snug            |                |
| 2018 | In the Cloud              | Jude            |                |
| 2018 | Mr. Real Estate           | Frank Stanton   | Curta-metragem |
| 2020 | The Boys in the Band      | Cowboy          |                |
| 2022 | The Batman                | Gêmeo           |                |

### Televisão
| Ano       | Título                     | Papel          | Notas                       |
| --------- | -------------------------- | -------------- | --------------------------- |
| 2008–2012 | Desperate Housewives       | Porter Scavo   | 62 episódios                |
| 2012      | Fred 3: Camp Fred          | Hugh Thompson  | Filme de TV                 |
| 2013      | Restless Virgins           | Dylan          | Filme de TV                 |
| 2013-2017 | Teen Wolf                  | Ethan Steiner  | 22 episódios                |
| 2014      | The Leftovers              | Scott Frost    | 10 episódios                |
| 2014      | Hawaii Five-0              | Travis Kealoha | Episódio: "Ka Hana Malu"    |
| 2015      | The League                 | Trophy Kevin   | Episódio: "Trophy Kevin"    |
| 2017      | When We Rise               | Michael Smith  | Episódio: "Night I: Part I" |
| 2020      | Ratched                    | Huck Finnigan  | 8 episódios                 |
| 2022      | American Horror Story: NYC | Adam Carpenter | 10 episódios                |

## Prêmios e indicações
| Ano  | Prêmio                     | Categoria                                                 | Trabalho             | Resultado |
| ---- | -------------------------- | --------------------------------------------------------- | -------------------- | --------- |
| 2009 | Screen Actors Guild Awards | Outstanding Performance by an Ensemble in a Comedy Series | Desperate Housewives | Indicado  |